# Rio Grande Blood
Rio Grande Blood es el décimo álbum de estudio de la banda de metal industrial estadounidense Ministry, publicado en 2006. Fue la primera producción de la banda publicada por la discográfica 13th Planet. El álbum es la segunda parte de la trilogía anti-George W. Bush, junto a Houses of the Molé (2004) y The Last Sucker (2007). El título del disco es una parodia del álbum Rio Grande Mud de ZZ Top. La canción "Lieslieslies" obtuvo una nominación a los premios Grammy por "mejor interpretación de metal".

## Lista de canciones
Todas las canciones escritas por Al Jourgensen y Tommy Victor, excepto donde se indique.

Todas las canciones escritas y compuestas por Al Jourgensen and Tommy Victor, except where noted. 
| N.º | Título                              | Escritor(es)              | Duración |  |
| 1.  | «Rio Grande Blood»                  | Jourgensen                | 4:24     |  |
| 2.  | «Señor Peligro»                     |                           | 3:38     |  |
| 3.  | «Gangreen» (con Sgt. Major)         |                           | 6:00     |  |
| 4.  | «Fear (Is Big Business)»            |                           | 4:51     |  |
| 5.  | «LiesLiesLies»                      |                           | 5:16     |  |
| 6.  | «The Great Satan» (Remix)           | Jourgensen                | 3:09     |  |
| 7.  | «Yellow Cake»                       | Jourgensen, Paul Raven    | 4:35     |  |
| 8.  | «Palestina»                         |                           | 3:18     |  |
| 9.  | «Ass Clown» (con Jello Biafra)      | Jourgensen, Raven         | 6:42     |  |
| 10. | «Khyber Pass» (con Liz Constantine) | Jourgensen, Raven, Victor | 7:31     |  |
| 11. | «Untitled» (pista silenciosa)       |                           | 0:04     |  |
| 12. | «Untitled» (pista silenciosa)       |                           | 0:06     |  |
| 13. | «Sgt. Major Redux» (con Sgt. Major) |                           | 1:45     |  |

## Créditos
- Al Jourgensen - voz, guitarra líder (1), guitarras (1-3, 5-10), bajo (1, 6), teclados (1-10), programación de batería (1, 6), producción
- Tommy Victor - guitarras (2-5, 7-10), bajo (2-4)
- Paul Raven - teclados (2, 3, 10), coros (2, 3), bajo (5, 7-10), guitarras (7, 9, 10) programación de batería (7, 9), batería (10)
- Mark Baker - batería (2, 3, 5, 8, 10)